# Directoraat-generaal
Een directoraat-generaal (DG) is een ambtelijke dienst met aan het hoofd een directeur-generaal.

## In de Europese Unie
De Europese Commissie heeft verschillende uitvoerende directoraten-generaal (DG's) waaronder het Directoraat-Generaal Mededinging. Deze maken deel uit van het administratief apparaat van de Commissie.

## In Nederland
In Nederland hebben ministeries vaak verschillende directoraten-generaal die beleid maken, dat dan vervolgens door een uitvoeringsorganisatie wordt uitgevoerd. Zo wordt Rijkswaterstaat deels aangestuurd vanuit het Directoraat-Generaal Ruimte en Water, en maakt het Directoraat-Generaal Agentschap Telecom het beleid dat de Autoriteit Consument en Markt uitvoert. Andere voorbeelden van overheidsorganisaties die tevens een directoraat-generaal zijn (onder het ministerie van Financiën), zijn DG Belastingdienst, DG Douane en DG Toeslagen.